# Abbazia di Santa Maria delle Macchie
 L'Abbazia di Santa Maria delle Macchie è un monastero benedettino cattolico romano nella frazione Macchie di San Ginesio.

## Storia
Non è chiaro quando fu fondata l'abbazia benedettina in questo sito. L'uso abbondante del reimpiego dalla vicina città romana di Urbs Salvia, suggerisce che l'abbazia intorno all'VIII secolo e IX secolo, ma le tecniche di costruzione nella cripta del XII secolo suggeriscono la fondazione dopo il X secolo. Una pergamena conservata presso l'archivio della cattedrale di San Severino Marche, dimostra che la struttura nel 1171 esisteva, mentre la prima documentazione confermata è del XIII secolo. Essa è una delle quattro abbazie fondate dai benedettini nel territorio. Nel 1252 fu acquisita dal comune di San Ginesio.
Nel 1500 fu proprietà di un privato che ne godeva la rendita. Nel XVI secolo la portata dell'abbazia era limitata, ma persistette come istituzione benedettina fino al 1848, costretti a lasciarla a causa della secolarizzazione dei beni ecclesiastici.
Con il Terremoto del Centro Italia del 2016 e del 2017, l'abbazia risulta inagibile.

## Architettura
Nel 1658 il cardinale Giovanni Evangelista Pallotta promosse il restauro dell'intero complesso: chiesa e monastero. La cripta in stile romanico ben conservata conserva alcuni dei pochi elementi originali. La facciata in stile barocco del XVII secolo ha un frontone curvo e un precedente rosone fu sostituito da quattro finestre rettangolari scomode. Il portale originale in terracotta ad arco tondo presentava alcuni frammenti di materiali riciclati, di fregi e volute in marmo. Il restauro della chiesa le ha modificato il numero delle navate, diminuendogliele e facendone restare quella centrale. Il presbiterio è elevato per accogliere la cripta e l'abside ha due grandi cappelle.
La cripta è il gioiello del sito, con sette navate densamente popolate da colonne e lesene. Alcune colonne sono costruite in stile romanico, con motivi ornamentali di piante e animali, con antichi capitelli ionici romani e altre con steli di marmo.
Gli edifici adiacenti possono essere resti del vicino monastero.